# Veronica minuta
Veronica minuta är en grobladsväxtart som beskrevs av Carl Anton von Meyer. Veronica minuta ingår i släktet veronikor, och familjen grobladsväxter. Inga underarter finns listade i Catalogue of Life.